# Calcinate
Calcinate (lombardul: Calsinàt) település Olaszországban, Lombardia régióban, Bergamo megyében. Lakosainak száma 6124 fő (2023. január 1.). Calcinate Bagnatica, Bolgare, Cavernago, Costa di Mezzate, Ghisalba, Mornico al Serio, Palosco és Seriate községekkel határos.

## Népesség
A település népessége az elmúlt években az alábbi módon változott:
| Lakosok száma | 5987 | 5985 | 6124 |
|               | 2017 | 2018 | 2023 |